# Liste der Monuments historiques in Moncourt-Fromonville
Die Liste der Monuments historiques in Moncourt-Fromonville führt die Monuments historiques in der französischen Gemeinde Moncourt-Fromonville auf.

## Liste der Bauwerke
| Bezeichnung       | Beschreibung | Standort           | Kennzeichnung | Schutzstatus | Datum | Bild           |
| ----------------- | ------------ | ------------------ | ------------- | ------------ | ----- | -------------- |
| Kirche St-Étienne |              | Fromonville (Lage) | PA00087115    | Inscrit      | 1926  | weitere Bilder |

## Liste der Objekte
Zum Verständnis siehe: Kirchenausstattung
- Monuments historiques (Objekte) in Moncourt-Fromonville in der Base Palissy des französischen Kultusministeriums